# Lepthyphantes corfuensis
Lepthyphantes corfuensis är en spindelart som beskrevs av Jörg Wunderlich 1995. Lepthyphantes corfuensis ingår i släktet Lepthyphantes och familjen täckvävarspindlar.
Artens utbredningsområde är Grekland. Inga underarter finns listade i Catalogue of Life.